# محاصره فردریکستن
محاصره فردریکستن (به نروژی: Beleiringen av Fredriksten) به دو بار تلاش سوئدی‌ها برای گشودن قلعه نروژی فردریکستن در شهر هالدن امروزی به فرماندهی پادشاه‌شان کارل دوازدهم اشاره دارد. محاصره سوئدی‌ها هر دو بار نیمه‌تمام ماند و ناموفق بود؛ زیرا با حملات چریکی نروژی‌ها، دچار کمبود آذوقه و مهمات بودند. در آخرین روزهای مبارزه در پاییز ۱۷۱۸، کارل دوازدهم هنگام بازرسی از خطوط سربازان خود بر اثر اصابت یک گلوله یا ترکش کشته شد. مرگ پادشاه، عملاً ادامه حمله به فردریکستن را متوقف کرد؛ تهاجم سوئد به نروژ لغو شد و نهایتاً تا ۳ سال بعد، جنگ بزرگ شمالی به‌طور کامل پایان گرفت.

## پیش‌زمینه
کارل دوازدهم پادشاه سوئد در طول جنگ بزرگ شمالی، در بخشی از تهاجم خود به دانمارک-نروژ چندین لشکرکشی به قلعه فردریکستن انجام داد. در اواخر جنگ و اوایل سال ۱۷۱۶، ارتش نروژ با اعزام ۵٬۰۰۰ تن از بهترین سربازان به دانمارک، تضعیف شده بود. هنگامی که شایعاتی مبنی بر آماده شدن کارل برای حمله به کریستیانیا (اسلو امروزی) به گوش رسید، به تمام نیروهای باقی مانده در استردیلن و گودبراندزدالن دستور داده شد تا به مرز هالدن و فردریکستاد بروند. نروژی‌ها می‌دانستند که سوئدی‌ها از قلعه‌های کونگسوینگر، باسمو یا هالدن حمله خواهند کرد. سرانجام کارل در ۸ مارس ۱۷۱۶ از قلعه باسمو از مرز عبور کرد.
سیاست زمین سوخته نروژی‌ها و حمله چریکی که زنجیره‌های تدارکاتی از سوی بوهوسلن سوئد را مسدود کرده بود، کارل را از تهیه تدارکات محروم کرد. در عین حال، قلعه‌هایی هم که هنوز در پشت خطوط او در دست نروژی‌ها بود، زنجیره تدارکات او را تهدید می‌کردند. کارل توانست کریستینیا را تصرف کند، اما بدون توپخانه سنگین برای محاصره، نتوانست قلعه آکرشوس را تصرف کند. پس از یک اشغال کوتاه، کارل با هدف تصرف فردریکستن به سمت قلعه‌های نروژی در جنوب شرقی بازگشت. این کار تهدید دشمن در پشت سر را از بین می‌برد و استحکامات آنجا می‌توانست به عنوان پایگاهی برای یک حمله مجدد در اواخر همان سال عمل کند. همچنین تصرف بندرگاه‌های دهانه رود گلوما به او این امکان را می‌داد که آذوقه لازم برای محاصره موفقیت‌آمیز قلعه آکرشوس را تأمین کند.

## محاصره
سپاه کارل در ۴ ژوئیه تلاش کردند تا به فردریکستن حمله و آن را تصرف کنند. سربازان او پس از نبردی شدید شهر را تصرف کردند؛ اما شهروندان خانه‌های خود را آتش زدند و کارل که قادر به تصرف قلعه آنجا نبود، مجبور به عقب‌نشینی و انتظار برای رسیدن توپ‌های سنگین محاصره شد. اما خبر رسید که تمام ناوگان تدارکاتی سوئد توسط پیتر وسل توردنسکیولد فرمانده توانمند نیروی دریایی نروژ در نبرد دینکیلن در بوهوسلن، اسیر یا نابود شده است. کارل که آذوقه‌اش رو به اتمام بود، با عجله از مسیر سوینسوند عقب‌نشینی کرد و پل‌های پشت سر خود را سوزاند. تا ۱۲ ژوئیه ۱۷۱۶، تمام نیروهای سوئدی از منطقه اطراف فردریکستن عقب‌نشینی کرده بودند.
کارل دوازدهم بار دیگر در پاییز ۱۷۱۸، این بار با ۳۵٬۰۰۰ تا ۴۰٬۰۰۰ تن قشون به جنوب نروژ حمله کرد. هدف این لشکرکشی تصرف قلعه فردریکستن جهت نگه‌داشتن محاصره آکرشوس بود. کارل ابتدا با تصرف مناطق مرزی، می‌خواست از تکرار شکست مفتضحانه‌ای که دو سال قبل متحمل شده بود، جلوگیری کند. پادگان فردریکستن متشکل از ۱٬۴۰۰ تا ۱٬۸۰۰ تن، به شدت جنگید تا قوای محاصره‌کننده سوئدی با حدود ۵٬۰۰۰ تا ۶٬۰۰۰ سرباز را که تحت فرماندهی پادشاه خود بودند، عقب نگه دارد. با این حال، آنها در ۸ دسامبر و هنگامی که استحکامات خط مقدم در فردریکستن سقوط کرد، متحمل شکست سختی شدند. قوای سوئد که از موفقیت بسیار سخت خود دلگرم شده بود، تلاش برای فتح قلعه اصلی را بیشتر کرد.
سنگرهای سوئدی تقریباً به دیوارهای استحکامات اصلی رسیده بودند که عصر روز ۱۱ دسامبر (به تقویم سوئدی: ۳۰ نوامبر ۱۷۱۸)، زمانی که کارل دوازدهم مشغول بازرسی از سنگرها بود، یک ترکش از احتمالاً یک گلوله تفنگ بزرگ یا گلوله توپ، به شقیقه سمت چپ او برخورد کرد و او را در دم کشت. مرگ پادشاه، عملاً ادامه حمله به فردریکستن را متوقف کرد؛ تهاجم سوئد به نروژ لغو شد نهایتاً تا ۳ سال بعد جنگ پایان گرفت.